# Hyssuridae

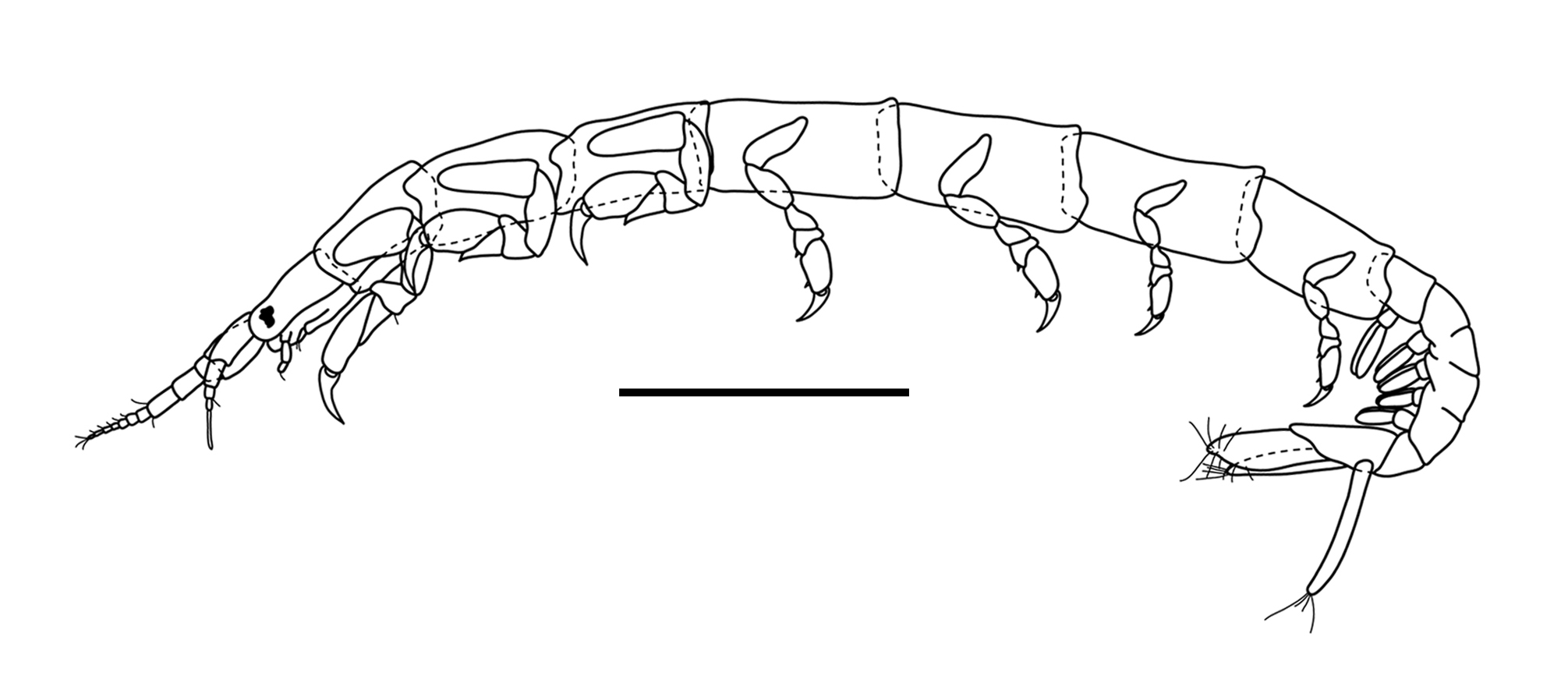
Kupellonura gidgee

Hyssuridae (лат.) — семейство мелких морских равноногих раков (Isopoda).

## Описание
Hyssuridae узнаваемы по крайне вытянутой форме тела и сходству всех плеопод (отсутствие оперкулиформных плеопод I). Все они очень малы (менее 7 мм) и бесцветны. Тело стройное (перейонит 7 длиннее ширины, немного или совсем не короче перейонита 6). Плеониты 1—5 вместе в 3 раза длиннее ширины, свободные и сочленённые; без краевых волосков на плеональных эпимерах или задних границах плеонитов 4 и 5. Жгутик антенны 2, состоящий менее чем из 10 члеников, короче стебелька. Ротовые части не выдаются вперёд. Мандибула компактная и со слабозазубренным поперечным резцом. Концевой эндид максилипед достигает 3-го членика пальп, либо отсутствует, либо утрачен; пальпы широкие (примерно в два раза длиннее ширины), с 5 свободными члениками или со всеми сросшимися члениками. Карпус перейопод 2 и 3 сильно выдаются постеродистально; проподус с более чем 1 крупным волоском в дополнение к постеродистальному крупному волоску, или без постеродистального крупного волоска. Проподус перейопод 4—7 с более чем 1 крупной сетой в дополнение к постеродистальной крупной сете, или только с постеродистальной крупной сетой. Проподус перейопода 7 без антеродистальных зубчатых волосков. Плеоподы: 1—5 сходные, ни один не оперкулиформный. Статоцисты отсутствуют. Найдены во всех океанах, кроме Северного Ледовитого.

## Классификация
На май 2024 семейство включает 6 родов.
- Belura Poore & Lew Ton, 1988[5]
- Galziniella Müller, 1991[6]
- Hyssura Norman & Stebbing, 1886
- Kupellonura Barnard, 1925[7]
- Neohyssura Amar, 1953
- Xenanthura Barnard, 1925